# Manzanola
Manzanola és una població dels Estats Units a l'estat de Colorado. Segons el cens del 2000 tenia 525 habitants.

## Demografia
Segons el cens del 2000, Manzanola tenia 525 habitants, 189 habitatges, i 120 famílies. La densitat de població era de 779,6 habitants per km².
Dels 189 habitatges en un 30,2% hi vivien nens de menys de 18 anys, en un 45% hi vivien parelles casades, en un 12,7% dones solteres, i en un 36,5% no eren unitats familiars. En el 31,2% dels habitatges hi vivien persones soles el 16,9% de les quals corresponia a persones de 65 anys o més que vivien soles. El nombre mitjà de persones vivint en cada habitatge era de 2,74 i el nombre mitjà de persones que vivien en cada família era de 3,57.
Per edats la població es repartia de la següent manera: un 30,7% tenia menys de 18 anys, un 11,6% entre 18 i 24, un 24% entre 25 i 44, un 18,9% de 45 a 60 i un 14,9% 65 anys o més.
L'edat mediana era de 33 anys. Per cada 100 dones de 18 o més anys hi havia 88,6 homes.
La renda mediana per habitatge era de 19.196 $ i la renda mediana per família de 26.250 $. Els homes tenien una renda mediana de 24.688 $ mentre que les dones 15.250 $. La renda per capita de la població era de 9.598 $. Entorn del 23,2% de les famílies i el 30,3% de la població estaven per davall del llindar de pobresa.

## Poblacions més properes
El següent diagrama mostra les poblacions més properes.